# Prstnice nog
Prstnice nog (latinsko ossa digitorum pedis) so kosti v prstih stopal. V vsakem prstu so po tri prstnice, le v palcih sta dve. So dolge kosti. Proksimalni in srednji členki imajo telo, distalno glavo in proksimalno bazo. Pri distalnih členkih je spredaj hrapava površina, grčica distalne prstnice (tuberositas phalangis distalis), kamor se narašča noht.